# Hermann Korte (Soziologe)
Hermann-Anders Korte (* 28. März 1937 in Münster) ist ein deutscher Soziologe.

## Leben
Korte wurde in den Jahren 1958 bis 1963 zum Sozialarbeiter ausgebildet, danach studierte er Soziologie, Volkswirtschaftslehre und Sozio-Ethnologie an der Westfälischen Wilhelms-Universität in Münster. Nach dem Diplomexamen 1967 wurde er Assistent von Helmut Schelsky, danach zunächst Mitarbeiter beim Aufbau der Verwaltung und Bauplanung für die entstehende Universität Bielefeld. 1969 wurde er wissenschaftlicher Mitarbeiter am Zentrum für interdisziplinäre Forschung (ZiF) der Universität Bielefeld (bis 1974). 1970 Promotion: „Multifunktionaler Städtebau und politische Öffentlichkeit“. Von 1970 bis 1972 arbeitete Korte an verschiedenen städtebaulichen Projekten und Gutachten mit, seine Berufung in den Beirat für Raumordnung für die Dauer der 7. Legislaturperiode des Deutschen Bundestages erfolgte 1973. In der Zeit von 1973 bis 1974 hatte er die Vorbereitung und Leitung der Studiengruppe „Sozialplanung“ am Zentrum für interdisziplinäre Forschung der Uni Bielefeld.
Ab 1974 lehrte Korte an der Ruhr-Universität Bochum Soziologie mit dem Schwerpunkt „Stadt- und Regionalsoziologie“. Insbesondere in seiner Bochumer Zeit koordinierte er empirische Forschungsprojekte zu Migrationsfragen; enge Zusammenarbeit mit Hartmut Esser und Hans-Dieter Schwind (Kriminologe). 1994 wurde Korte ordentlicher Professor für Soziologie an der Universität Hamburg und dort 2000 emeritiert.
Korte war von 1983 bis 2016 Mitglied des Vorstandes der Norbert-Elias-Stiftung in Amsterdam. Er war Mitglied der Deutschen Gesellschaft für Soziologie, aus der er 2015 austrat. Seit 1995 ist er Mitglied des PEN-Zentrums Deutschland, in dessen Vorstand er von 2004 bis 2011 und seit 2018 als Schatzmeister tätig ist.
Er wurde am 16. April 2024 mit dem Bundesverdienstkreuz am Bande ausgezeichnet.

## Werk
Korte hat drei Forschungs- und Lehrbereiche, die er schwerpunktmäßig bearbeitet:
Insbesondere seit seiner Bochumer Zeit arbeitete er in der ’’Stadt- und Regionalsoziologie’’ und der „Migrationsforschung“, in Hamburg widmete er sich der „Allgemeinen Soziologie“. Ergebnisse der Forschung und Lehre schlugen sich in zahlreichen Veröffentlichungen nieder.
Daneben widmete er sich intensiv dem Werk von Norbert Elias, dem er freundschaftlich verbunden war; er hatte am Bekanntwerden von Elias und seinem Werk in Deutschland wesentlichen Anteil. Dieses Engagement setzte er dann in seiner Hamburger Zeit fort. Hier entstanden auch zahlreiche einflussreiche Werke zur allgemeinen Soziologie.
Korte stimmt Elias weitestgehend zu, wenn dieser mit der „lange gehegten Vorstellung bricht, es gebe ‚die Gesellschaft’ und daneben das ‚selbständige Individuum’. Dieses steht einerseits im scharfen Kontrast zur Frankfurter Schule (Kritische Theorie), die an der Autonomie des Individuums festhält, und bejaht anderseits Durkheims Thesen (das Individuum als Produkt der Gesellschaft, sozialer Tatbestand).“ Korte sieht in Elias aber auch jemanden, der die Hoffnung, verändernd in den Lauf der Geschichte einzugreifen, nicht aufgab.
Das Verhältnis von „sozialer Statik“ zu „sozialer Dynamik“ beschäftigte ihn zeit seines Lebens. Diese bei Auguste Comte entlehnten Begriffe stehen für ihn einerseits für die sozialen Zwänge (Herrschaft, Unterordnung, Tradition etc. = soziale Statik) andererseits für das individuelle streben nach Glück, geistige Entwicklung und Vernunft (= soziale Dynamik). Letzteres versuchte er in der Frage nachzugehen, wie Soziologen dazu beitragen können, dass Gesellschaften sich auf Dauer ein friedliches Zusammenleben ermöglichen.
Kortes Wirken erstreckt sich auch auf die Erneuerung der Universitäten in Deutschland; so forderte er in einem Aufsatz für „DIE ZEIT“ 1995 einen „permanenten Erneuerungsprozess“ der Universitäten. Dieses Engagement setzte er in seinen Ämtern als Prorektor, Dekan und Institutsdirektor weiter fort.

## Methode
Korte vertrat eine in der geisteswissenschaftlichen Tradition stehende „narrative Soziologie“ („narratology“ im Englischen, oder „narratologie“ im Französischen – siehe Erzähltheorie), verbunden mit Skepsis gegenüber den Ergebnissen der empirischen Sozialforschung. Methodisch wurde er insbesondere durch Norbert Elias und Hans Paul Bahrdt beeinflusst. Max Weber fand breiten Raum in seinen Darstellungen.

## Publikationen (Auswahl)
- Gabriele Klein, Annette Treibel (Hrsg.): Skepsis und Engagement. Festschrift für Hermann Korte. Lit, Hamburg u. a. 2000, ISBN 3-8258-4638-5, dort auch eine (fast) vollständige Literaturliste von Korte.

- Soziologie der Stadt. Entwicklungen und Perspektiven. In: Hermann Korte, Eckhart Bauer, Marlo Riege u. a. (Hrsg.): Soziologie der Stadt (= Grundfragen der Soziologie. Bd. 11). Juventa, München 1972, ISBN 3-7799-0122-6, S. 9–37.
- Soziale Infrastruktur-Planung (= Institut für Städtebau Berlin der Deutschen Akademie für Städtebau und Landesplanung. Vortrag 82, 2, ZDB-ID 972515-5). Vortrag, gehalten im 82. Kurs des Instituts „Städtebau und Soziologie“ vom 23. bis 27. Mai 1976. Institut für Städtebau, Berlin 1976.
- als Herausgeber mit Peter Gleichmann und Johan Goudsblom: Human Figurations. Essays for Norbert Elias. = Aufsätze für Norbert Elias. Amsterdams Sociologisch Tijdschrift, Amsterdam 1977, ISBN 90-90-00036-4.
- Sozio-ökonomische Bedingungen und Perspektiven der gegenwärtigen Phase städtischer Modernisierung. in: Altbaumodernisierung (= Der Spiegel-Verlag legt vor, expandierende Märkte. Bd. 7, ZDB-ID 507840-4). Spiegel-Verlag, Hamburg 1977, S. 7–38.
- als Herausgeber mit Peter Gleichmann und Johan Goudsblom: Materialien zu Norbert Elias’ Zivilisationstheorie. 2 Bände. Suhrkamp, Frankfurt am Main 1979–1984;
  - Bd. 1: (= Suhrkamp-Taschenbücher Wissenschaft 233). 1979, ISBN 3-518-07833-X;
  - Bd. 2: Macht und Zivilisation (= Suhrkamp-Taschenbuch Wissenschaft 418). Suhrkamp, Frankfurt am Main 1984, ISBN 3-518-28018-X.
- Eine Gesellschaft im Aufbruch. Die Bundesrepublik Deutschland in den sechziger Jahren (= Suhrkamp-Taschenbuch 1471). Suhrkamp, Frankfurt am Main 1987, ISBN 3-518-37971-2.
- Guest Workers Question or Immigration Issue? Social Sciences and Public Debate in the Federal Republic of Germany. In: Klaus Jürgen Bade (Hrsg.): Population, Labour and Migration in the 19th- and 20th-century Germany (= German Historical Perspectives. Vol. 1). Berg u. a., Leamington Spa u. a. 1987, ISBN 0-85496-503-3, S. 161–186.
- als Herausgeber: Gesellschaftliche Prozesse und individuelle Praxis. Bochumer Vorlesungen zu Norbert Elias’ Zivilisationstheorie (= Suhrkamp-Taschenbuch Wissenschaft 894). Suhrkamp, Frankfurt am Main 1990, ISBN 3-518-28494-0.
- Zwischen Provinz und Metropole. Essays von der Nützlichkeit der Soziologie (= WB-Forum. Bd. 49). Wissenschaftliche Buchgesellschaft, Darmstadt 1990, ISBN 3-534-80103-2.
- als Herausgeber mit Bernhard Schäfers: Einführungskurs Soziologie. 4 Bände. Leske und Budrich, Opladen 1992–1993 (Dieses Werk gibt eine erste Information);
  - Bd. 1: Einführung in Hauptbegriffe der Soziologie (= UTB 8063). Leske und Budrich, Opladen 1992, ISBN 3-8100-0965-2;
    - 9., überarbeitete und aktualisierte Auflage, Springer VS, Wiesbaden 2016, ISBN 978-3-658-13410-5.

  - Bd. 2: Hermann Korte: Einführung in die Geschichte der Soziologie (= UTB 8064). Leske und Budrich, Opladen 1992, ISBN 3-8100-0966-0;
    - 10., ergänzte und aktualisierte Auflage, Springer VS, Wiesbaden 2017, ISBN 978-3-658-16421-8.

  - Bd. 3: Annette Treibel: Einführung in die soziologischen Theorien der Gegenwart (= UTB 8070). 1993, ISBN 3-8100-1098-7;
    - 7. aktualisierte Auflage, Verlag für Sozialwissenschaften, Wiesbaden 2006, ISBN 978-3-531-15177-9.

  - Bd. 4: Einführung in spezielle Soziologien (= UTB 8071). Leske und Budrich, Opladen 1993, ISBN 3-8100-1099-5;
    - 2., erweiterte und verbesserte Auflage als: Einführung in Praxisfelder der Soziologie, Leske und Budrich, Opladen 1997, ISBN 978-3-8252-8071-0.
- Über Norbert Elias. Das Werden eines Menschenwissenschaftlers (= Suhrkamp-Taschenbuch 1558). Suhrkamp, Frankfurt am Main 1988, ISBN 3-518-38058-3 (Auch: Leske und Budrich, Opladen 1997, ISBN 3-8100-1828-7).
- Utopia – das Himmelreich auf Erden? Essay. Verlag Bibliothek der Provinz, Weitra 1999, ISBN 3-901862-02-1.
- Soziologie (= UTB 2518 basics).UVK Verlags-Gesellschaft, Konstanz 2004, ISBN 3-8252-2518-6.
- Statik und Prozess. Essays. VS, Verlag für Sozialwissenschaften, Wiesbaden 2005, ISBN 3-531-14668-8.
- David und Johannes Fabricius und der Roman meines Vaters. Eine biographische Erzählung. Aschendorff Verlag. Münster 2011. ISBN 978-3-402-12890-9

## Belege
1. ↑  Professor Dr. Hermann-Anders Korte aus Münster erhält Verdienstkreuz am Bande. Pressemitteilung der Bezirksregierung Münster vom 16. April 2024.